# Godfried Thomas Pieraerts
Godfried Thomas Pieraerts (Mortsel, 29 juli 1908 - Grimbergen, 29 februari 1984) was een Vlaams norbertijn die in 1967 Volkssterrenwacht Mira oprichtte, de eerste volkssterrenwacht van België.

## Biografie
Pieraerts was kanunnik in de Abdij van 't Park in Leuven en verbleef van 1964 in de Abdij van Grimbergen. Hij had begin jaren 1960 boven de gebouwen van het Fenikshof zijn eigen sterrenwachtje opgericht. Op aanraden van Armand Pien, die er een regelmatige bezoeker was, maakte hij er in 1967 een sterrenwacht voor het grote publiek van.
Pater Pieraerts overleed op 75-jarige leeftijd en werd begraven op 5 maart 1984.

## Eerbetoon
In december 2010 werd de planetoïde (108953) Pieraerts (= 2001 PM29) naar hem vernoemd.  Deze planetoïde werd op 13 augustus 2001 door Thierry Pauwels vanuit Ukkel ontdekt met een Schmidt-telescoop met een spiegeldiameter van 1,2 meter.